# تشارلز بينيت (لاعب كرة قدم)
تشارلز بينيت (بالإنجليزية: Charles Bennett)‏ (1 يناير 1882 - ) هو لاعب كرة قدم بريطاني (وحمل سابقاً جنسية المملكة المتحدة لبريطانيا العظمى وأيرلندا) في مركز الهجوم. لعب مع برادفورد سيتي ونادي أكرينغتون ستانلي ونادي بلاكبول.